# Hayti (Dakota del Sud)
Hayti és una població dels Estats Units a l'estat de Dakota del Sud. Segons el cens del 2000 tenia 367 habitants.

## Demografia
Segons el cens del 2000, Hayti tenia 367 habitants, 157 habitatges, i 105 famílies. La densitat de població era de 506,1 habitants per km².
Dels 157 habitatges en un 31,8% hi vivien nens de menys de 18 anys, en un 54,8% hi vivien parelles casades, en un 7% dones solteres, i en un 33,1% no eren unitats familiars. En el 31,8% dels habitatges hi vivien persones soles el 16,6% de les quals corresponia a persones de 65 anys o més que vivien soles. El nombre mitjà de persones vivint en cada habitatge era de 2,34 i el nombre mitjà de persones que vivien en cada família era de 2,93.
Per edats la població es repartia de la següent manera: un 27,8% tenia menys de 18 anys, un 10,4% entre 18 i 24, un 27% entre 25 i 44, un 16,6% de 45 a 60 i un 18,3% 65 anys o més.
L'edat mediana era de 35 anys. Per cada 100 dones de 18 o més anys hi havia 99,2 homes.
La renda mediana per habitatge era de 39.688 $ i la renda mediana per família de 43.958 $. Els homes tenien una renda mediana de 29.583 $ mentre que les dones 19.583 $. La renda per capita de la població era de 23.169 $. Entorn de l'1,9% de les famílies i el 5,1% de la població estaven per davall del llindar de pobresa.

## Poblacions més properes
El següent diagrama mostra les poblacions més properes.